# Briaglia
Briaglia là một đô thị tại tỉnh Cuneo trong vùng Piedmont của Italia, vị trí cách khoảng 80 km về phía nam của Torino và khoảng 25 km về phía đông của Cuneo. Tại thời điểm ngày 31 tháng 12 năm 2004, đô thị này có dân số 314 người và diện tích 6,2 km².
Briaglia giáp các đô thị: Mondovì, Niella Tanarovà Vicoforte.